# Henry Purcell
Henry Purcell (London, 1659. szeptember 10. – London, 1695. november 21.) angol barokk zeneszerző. Az olasz és francia stilisztikai elemeknek a szigetországi zenei hagyományba való beolvasztásával teremtette meg jellegzetesen angol hangzású barokk zenéjét.

## Élete és életműve
A Chapel Royal gyermekkórusának a tagja volt J. Blow, Humfrey és Henry Cooke irányítása alatt. Mutálása után, 14 éves korától királyi hangszerkészítőként és -javítóként működik, majd 1677-ben elnyerte a „királyi hegedűsök házi zeneszerzője” posztot.
1679-ben a Westminsteri apátság orgonistája lett, ekkor írta fantáziáinak és In nomine-inek nagy részét. Purcellnek ezt a korai korszakát az egyházzene hangsúlyos volta jellemezte: a változatos zsoltárfeldolgozások és service-ek mellett himnuszai a műfaj virágzásának csúcsát jelentik. 1680-ban megnősült, felesége Frances Peters. A házasságából származó hét gyermekből csak három maradt életben. 1682-től királyi orgonista volt Blow és Child mellett. 1683-ban kinevezték udvari zeneszerzőnek, ekkor kezdődött középső alkotói korszaka. Ebben az esztendőben adta ki triószonátáit. Ezt az időszakot fémjelzi még a II. Jakab születésnapjára írt három óda (1685–87), valamint a négy Caecilia-óda (1683–92). Udvari állásában a később trónra lépő III. Vilmos és II. Mária is megerősítette.
Elsőként nyomtatásban megjelentetett művei:
- Twelve Sonatas (1683), II. Jakab koronázása alkalmára
- I was glad (1687)
- My heart is inditing (1687)

A két ismert utóbbi műve teremtette meg kapcsolatát a londoni színházzal, és ezután kezdett zenét komponálni John Dryden tragédiáihoz.
1689-ben volt a Dido és Aeneas bemutatója, amit aztán további 38 drámai zenemű követett. Ezek között William Shakespeare, illetve John Dryden szövegeire készített művek is találhatók.
Az ismertebbek:

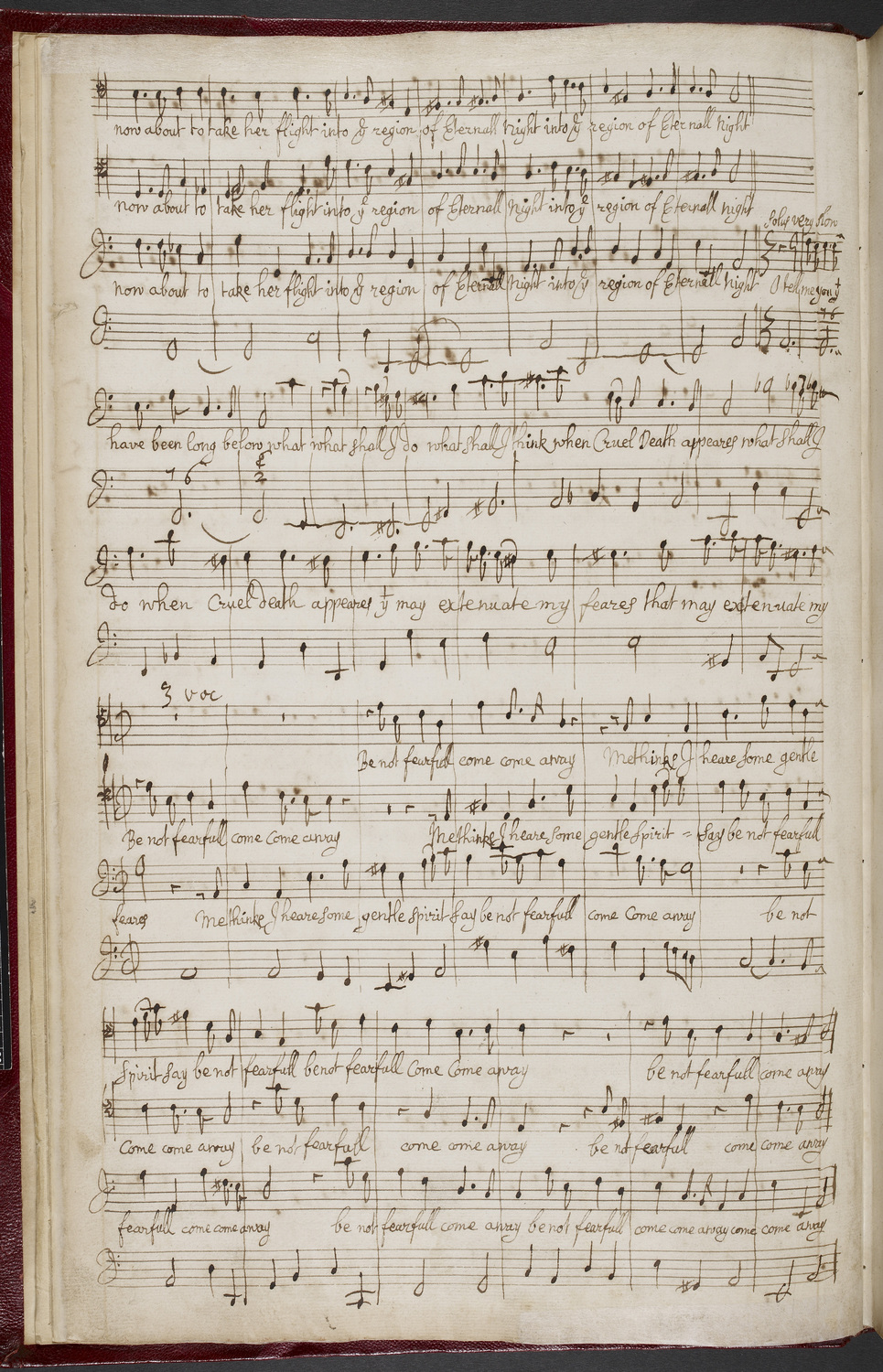
Purcell: When on my sick bed I languish kézirata

A Fletcher–Massinger szerzőpáros szövegére készült:
- Próféták (később ezt a művet főként Dioklecián néven ismerik)
- Artúr király (1691) (Dryden művére)
- The fairy Queen (A Tündérkirálynő) (1692) librettója (Shakespeare: Szentivánéji álomjának egyik részletére)
- The Tempest
- Full fathom five (1695)
- The Indian Queen (1695)

1690-ben írt dalokat a Shakespeare A vihar című művének Dryden-féle verziójához, ezek közül jól ismertek:
- Full fathom five
- Come unto these yellow sands

A fő művei közé tartoznak az 1694-ben a római Szent Cecília-templom részére, a Szent Cecíliai ünnepségekre szerzett alkotásai:
- Te Deum (ez az első angol nyelvű Te Deum-kórusmű)
- Jubilate

Purcell ezen alkotásainak születését csak röviddel élte túl. Még komponált egy ünnepi misét II. Mária angol királynő halálára (1694), amelyet később Wendy Carlos hangszerelt át a Stanley Kubrick által rendezett Mechanikus narancs című film zenei betétjeként.
Később lemondott a Westminster-beli orgonista állásáról.
Purcell sikereinek csúcsán, a harmincas éveinek közepén, 1695-ben hunyt el. Felesége, Frances Purcell 1706-ban halt meg. Ő kezdeményezte Purcell néhány művének kinyomtatását, ezek között van az Orpheus Britannicus címen ismert gyűjtemény (két kötetben, 1698 és 1702). Ennek is köszönhető, hogy kortársai Purcellt – vokális művei alapján – a legnagyobb angol komponistának ismerték el.
Henry Purcellt a Westminster apátságban helyezték örök nyugalomra. Síremlékén a következő felirat olvasható: Here lyes Henry Purcell Esq., who left this life and is gone to that blessed place where only his harmony can be exceeded.
Purcell fia, Edward Purcell (1689–1740) szintén zeneszerző lett. Apja zenei hagyatékának továbbvitelében játszott szerepéről mindmáig nem készült véglegesen lezárt kutatás. Még annyit tudunk, hogy Daniel Purcell (kb. 1664–1717) testvére mellett szintén ismert zenész volt, majd pedig unokája, Edward Henry Purcell (?–1765) volt a családban az utolsó muzsikus.
Londonban 1836-ban Purcell Clubot alapították, amelynek fő feladata a szerző műveinek kiadói munkálata lett volna, a klubot azonban 1863-ban felszámolták. 1876-ban megalakult a Purcell Society, amely a zeneszerző műveinek nyomdai terjesztéséről gondoskodik és egy gyűjteményes kiadvány szerkesztését tervezi.
Henry Purcellnek emlékszobrot állítottak a londoni Új Scotland Yard épülete előtti téren.

## Zenei példa
Stay, Prince and hear, a Dido és Aeneas-ból.

## Kapcsolódó szócikk
- Hullik a fáról sárga levél (eredeti címe: Under this stone lies Gabriel John)